# Textulariidae
Textulariidae es una familia de foraminíferos bentónicos de la superfamilia Textularioidea, del suborden Textulariina y del orden Textulariida. Su rango cronoestratigráfico abarca desde el Paleoceno hasta la Actualidad.

## Clasificación
Textulariidae incluye a las siguientes subfamilias y géneros:
- Subfamilia Textulariinae
  - Bigenerina
  - Haeuslerella †
  - Paravulvulina †
  - Sahulia
  - Semivulvulina †
  - Tetragonostomina
  - Textularia
- Subfamilia Siphotextulariinae
  - Karrerotextularia
  - Plecanium †
  - Siphoscutula †
  - Siphotextularia
  - Textulina
- Subfamilia Planctostomatinae
  - Cribrobigenerina
  - Olssonina †
  - Planctostoma
  - Poritextularia
- Subfamilia Tawitawiinae
  - Tawitawia
- Subfamilia Septotextulariinae
  - Septotextularia †
- Subfamilia Textularioidinae
  - Textularioides

Un género de Textulariidae no asignado a ninguna subffamilia es:
- Bigenerinoides

Otros géneros asignados a Textulariidae y clasificados actualmente en otras familias son: 
- Pseudomorulaeplecta de la subfamilia Textulariinae, ahora en la familia Eggerellidae
- Trunculocavus de la subfamilia Textulariinae, ahora en la familia Textulariopsidae
- Colomita † de la subfamilia Septotextulariinae, ahora en la familia Eggerellidae

Otros géneros considerados en Textulariidae son:
- Cribrotextularia de la subfamilia Planctostomatinae, aceptado como Olssonina
- Gemmulina de la subfamilia Textulariinae, aceptado como Bigenerina
- Gemmuline de la subfamilia Textulariinae, sustituido por Gemmulina y aceptado como Bigenerina
- Norvanganina de la subfamilia Textulariinae, aceptado como Textularia
- Spandelina † de la subfamilia Textulariinae
- Textella de la subfamilia Textulariinae, aceptado como Textularia
- Textilaria de la subfamilia Textulariinae, aceptado como Textularia
- Textilina de la subfamilia Textulariinae, aceptado como Textularia
- Textilinita de la subfamilia Textulariinae, aceptado como Textularia
- Textularinella de la subfamilia Siphotextulariinae, aceptado como Karrerotextularia
- Vulvulinella de la subfamilia Textulariinae, aceptado como Textularia